# Ischnostrangalis frugalis
Ischnostrangalis frugalis là một loài bọ cánh cứng trong họ Cerambycidae.